# Björn Fries
Björn-Olof Fries, född 28 maj 1951 i Nättraby, Blekinge län, är en svensk ämbetsman och socialdemokratisk politiker.
Fries engagerade sig kommunpolitiskt i Karlskrona kommun 1976 och var där kommunalråd från 1994 till 2002. Som kommunalråd i Karlskrona gjorde han sig bland annat känd för sin kamp mot nynazismen.
Mellan 15 februari 2002 och årsskiftet 2007/2008 var Fries verksam som nationell narkotikasamordnare på uppdrag av Sveriges regering. Han avgick från detta uppdrag vid årsskiftet 2007/2008 till följd av att den nya regeringen beslutat att inte bevilja ytterligare pengar till verksamheten.
Mellan juni 2008 och augusti 2009 var han enhetschef för Preventionscentrum inom socialförvaltningen i Stockholms kommun. Sedan augusti 2009 arbetar han som senior rådgivare inom public affairs.
Björn Fries blev i mars 2010 styrelseledamot i brukarföreningen Tjuvgods.se, som bland annat arbetar mot stigmatisering och socialt utanförskap genom försäljning av konsthantverk som intagna på kriminalvårdsanstalt skapat, driver träningsboende för människor med missbruksrelaterad bakgrund och har en kontinuerlig dialog med framför allt yngre människor på häkten. Ordförande och grundare av föreningen är Curre Cederström, Hässelby. Fries avgick som ledamot den 1 februari 2012.
Fries kandiderade för socialdemokraterna i riksdagsvalet 2010 för Blekinge län, men blev inte invald i riksdagen. Inför valet 2014 bytte Fries parti till vänsterpartiet och kandiderade åter till riksdagen. 2016 bytte Fries parti igen och gick tillbaka till socialdemokraterna.
Han var gift med politikern Yvonne Sandberg-Fries, som avled 2020.

## Priser och utmärkelser
- Olof Palmepriset 1999
- Svenska Brukarföreningen Brukarvänspris 2008
- Hedersdoktor vid Malmö högskola 2010